# Stefan Messmann
 Stefan Messmann  (* 1942 in Zrenjanin, Serbien) ist ein deutscher Rechtswissenschaftler und ehemaliger Manager.

## Ausbildung und Beruf
Sein Studium der Rechtswissenschaften schloss Messmann 1970 in Genf mit dem Licence en droit ab und promovierte 1978 an der Universität Freiburg (Schweiz) mit summa cum laude zum Doctor iuris utriusque. Von 1970 bis 1991 war er als Rechtsberater in Auslandsbeteiligungen und -projekten, zuletzt als Hauptabteilungsleiter und Prokurist bei der Volkswagen AG in Deutschland und als  Sekretär von Aufsichtsräten konzernverbundener Unternehmen tätig. Von 1991 bis 1993 war er stellvertretender Vorstandsvorsitzender und kaufmännischer Leiter bei Volkswagen Shanghai, danach Geschäftsführer für Asien und die GUS-Länder mit Sitz in Shanghai für die Umformtechnik Erfurt GmbH sowie Leiter der Shanghaier Niederlassung  der Münchener Anwaltskanzlei Wessing, Berenberg-Gossler, Zimmermann, Lange. Von 1998 bis zu seiner Pensionierung im Jahr 2015 arbeitete er als Professor für Internationales Wirtschaftsrecht an der Central European University (CEU) in Budapest, Ungarn. Zwischen 1999 und 2003 war er außerdem akademischer Pro-Rektor der CEU und zwischen 2004 und 2012 Dekan der juristischen Fakultät der Universität.
Zwischen 2008 und 2015 wirkte er in Peking als Gastprofessor und war zwischen 2012 und 2015 als Mitglied des Joint Managerial Committee der China-Europe School of Law für die Organisation von Ausbildungsprogrammen für europäische Juristen in China verantwortlich. Außerdem unterrichtete er in Gastprofessuren in Nordkorea, Serbien und in den USA.
Er war ständiges Mitglied des Außenhandelsforums der Handelskammer von Belgrad und des Handelsgerichts der Handelskammer von Bosnien und Herzegowina in Sarajevo. Er war außerdem zeitweise Mitherausgeber und Mitglied des Beirats des European Journal of Sinology sowie Mitglied des Editorial Board des China-EU Law Journal.

## Politische Aktivitäten
Messmann ist Mitgründer der Stiftung Pressefreiheit (Sajtószabadság) in Serbien, welche die ungarische Wochenzeitschrift Családi Kör und die online ungarische Tageszeitung Szabad Magyar Szó herausgibt, sowie das ungarische Onlineradio Szabad Magyar Szó betreibt. Sie alle sind Medien der ungarischen Opposition in Serbien.

## Ehrungen
2006 erhielt er den Dr. Elemér Hantos-Preis für die Mitherausgabe des Buches Investing in South Eastern Europe und 2014 den Preis der Chan Wu International Federation.

## Schriften (Auswahl)
- Krüppelfüßchen der Chinesinnen. Sinnlichkeit oder männliche Dominanz? Europäischer Universitätsverlag, Bochum 2005, ISBN 978-3-86515-038-7.
- Protection of Property in China. Changes under the New Chinese Legislation. In: Zeitschrift für Chinesisches Recht. Band 15, Nr. 2, 2008, S. 113 ff., zchinr.org.
- (mit Tibor Tajti) The Case Law of Central and Eastern Europe. Enforcement of Contracts. 2 Bände. Bochumer Universitätsverlag, Bochum 2009, ISBN 978-3-89966-262-7.
- Chinas Weg in der Gesetzgebung. In: Mitteilungen der Deutschen China-Gesellschaft, Bulletin of the German China Association. 2015, S. 49 ff.
- Management by Confucius. Europäischer Universitätsverlag, Bochum 2018, ISBN 978-3-86515-074-5.[6]